# Philomedes albatross
Philomedes albatross is een mosselkreeftjessoort uit de familie van de Philomedidae. De wetenschappelijke naam van de soort is voor het eerst geldig gepubliceerd in 1982 door Kornicker.